# Las Piedras (Puerto Rico)
Las Piedras és un municipi de Puerto Rico situat a l'est interior de l'illa. També conegut amb els noms de Ciudad Artesanal i Los Artesanos. Confina al nord amb el municipi de Río Grande; a l'est amb Naguabo i Humacao; a l'oest amb Juncos i San lorenzo; i al sud amb el municipi de Yabucoa. Forma part de l'Àrea metropolitana San Juan-Caguas-Guaynabo.
Las Piedras està situat en el lloc de naixement del riu Humacao. El municipi està dividit en 8 barris: Las Piedras Pueblo, Boquerón, Tejas, Quebrada Arenas, Ceiba, El Río, Montones i Collores.